# Singida (Distrikt)
Singida (auch Singida DC oder Singida Rural genannt) ist ein Distrikt der Region Singida in Tansania. Der Distrikt grenzt im Nordwesten an den Distrikt Mkalama, im Nordosten an die Region Manyara, im Südosten an die Region Dodoma und im Südwesten an die Distrikte Ikungi und Singida (MC).

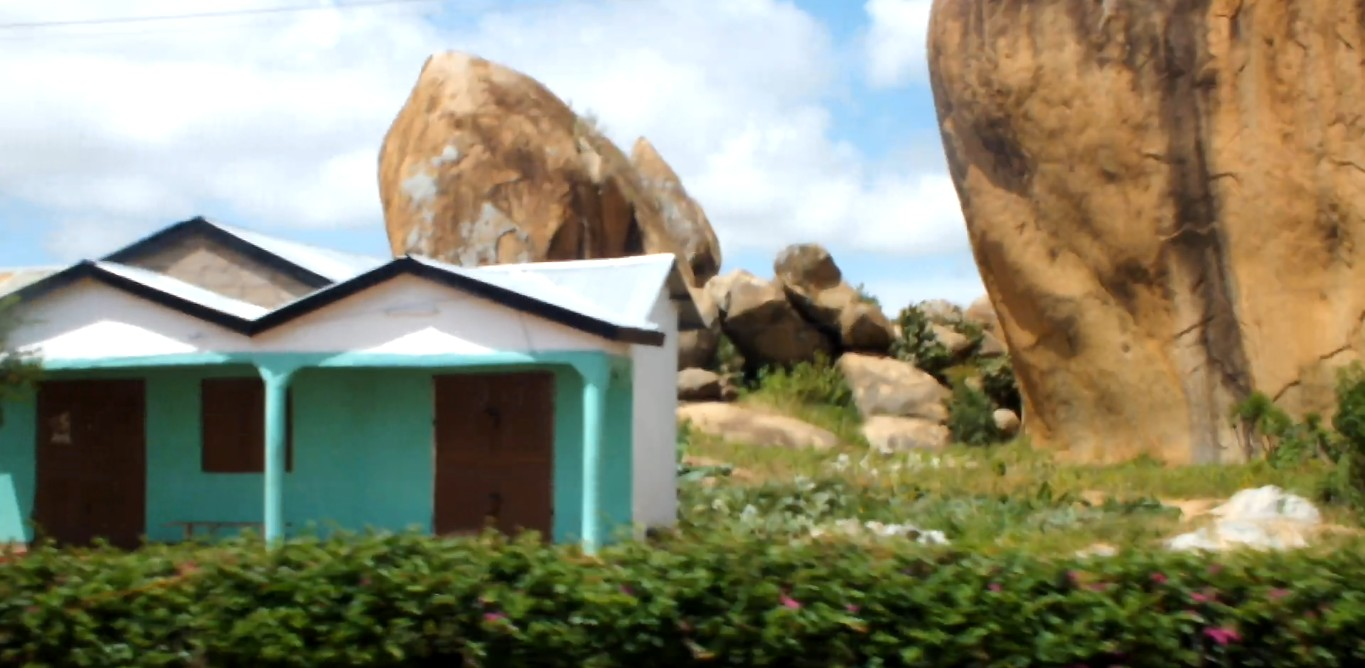
Inselberge

## Geographie
Der Distrikt hat eine Fläche von 4821 Quadratkilometern und 284.895 Einwohner (Volkszählung 2022). Er liegt auf dem nördlichen Teil des tansanischen Zentralplateaus in einer Seehöhe von 1200 bis 1500 Metern. Kennzeichnend für die Landschaft sind massive Felsgipfel aus Granit, die Inselberge genannt werden. Die Entwässerung erfolgt über die kleinen Flüsse Ponde und Bubu, die in den Bahi-Sumpf münden, oder über den Fluss Njombe, der in den Ruaha mündet. Das Klima im Distrikt ist ein lokales Steppenklima, BSh nach der effektiven Klimaklassifikation. Bei den Niederschlägen gibt es große örtliche und jährliche Schwankungen, im Schnitt fallen 600 bis 800 Millimeter im Jahr. Die Regenzeit dauert von Dezember bis März, die Monate April bis November sind sehr trocken. Auch die Tages-Durchschnittstemperaturen schwanken mit Werten zwischen 15 und 30 Grad Celsius stark, der wärmste Monat ist der November.

## Geschichte
Der Distrikt Singida wurde im Jahr 1983 eingerichtet, Seit der Abspaltung des Distriktes Ikungi Jahr 2013 hat der Distrikt seine heutige Größe.

## Verwaltungsgliederung
Singida besteht aus dem einen Wahlkreis (Jimbo) Singida Kaskazini und 21 Bezirken (Kata, Wards):
- Ikhanoda
- Itaja
- Ilongero
- Kinyagigi
- Kinyeto
- Kijota
- Makuro
- Maghojoa
- Mgori
- Merya
- Mrama
- Msange
- Mtinko
- Msisi
- Mudida
- Mwasauya
- Mughunga
- Mughamo
- Ngimu
- Ntonge
- Ughandi

## Bevölkerung
| Die größten ethnischen Gruppen im Distrikt sind die Nyaturu, Nyiramba, Sukuma, Taturu, Barbaig, Hadzabe und die Kimbu. Die Bevölkerung wächst seit 2002 stark. Das schwache Wachstum zwischen 1988 und 2002 ist auf die Abspaltung des Distriktes Ikungi zurückzuführen. Im Jahr 2012 sprach rund die Hälfte der Über-Fünfjährigen Swahili, sechs Prozent auf dem Land und acht Prozent in der Stadt sprachen Englisch und Swahili. Analphabeten waren auf dem Land rund ein Viertel, in der Stadt nur 18 Prozent. Die folgende Tabelle zeigt zu den Werten des Distriktes auch die des Stadt-Distriktes Singida (MC) zum Vergleich: \| Distrikt \| Einwohner 1988 \| Einwohner 2002 \| Einwohner 2012 \| Einwohner 2022[2] \| \| ------------ \| -------------- \| -------------- \| -------------- \| ----------------- \| \| Singida (DC) \| 185.135 \| 190.469 \| 225.521 \| 284.895 \| \| Singida (MC) \| 81.528 \| 114.853 \| 150.379 \| 232.459 \| | Die zur Anzeige dieser Grafik verwendete Erweiterung wurde dauerhaft deaktiviert. Wir arbeiten aktuell daran, diese und weitere betroffene Grafiken auf ein neues Format umzustellen. (Mehr dazu) Singida DC | Die zur Anzeige dieser Grafik verwendete Erweiterung wurde dauerhaft deaktiviert. Wir arbeiten aktuell daran, diese und weitere betroffene Grafiken auf ein neues Format umzustellen. (Mehr dazu) Singida MC |                |                |
| Distrikt | Einwohner 1988 | Einwohner 2002 | Einwohner 2012 | Einwohner 2022 |
| Singida (DC) | 185.135 | 190.469 | 225.521        | 284.895        |
| Singida (MC) | 81.528 | 114.853 | 150.379        | 232.459        |

## Einrichtungen und Dienstleistungen
- Bildung: Im Jahr 2015 gab es im 95 Grundschulen, von denen 93 staatlich betrieben wurden.  In jeder Gemeinde gab es zumindest eine weiterführende Schule, insgesamt waren es 26 staatliche und drei private weiterführende Schulen.[13][14]
- Gesundheit: Für die medizinische Betreuung der Bevölkerung standen im Jahr 2015 ein Krankenhaus, zwei Gesundheitszentren und 28 Apotheken zur Verfügung.[15] Die häufigste Todesursache war Malaria (Stand 2010).[16]

| - Landwirtschaft: Die wichtigsten Feldfrüchte für die Selbstversorgung sind Mais, Hirse, Maniok und Kartoffeln. Für den Verkauf werden vor allem Sonnenblumen aber auch Koriander, Zwiebeln, Sesam, Baumwolle und Cashewnüsse angebaut (Stand 2017). Im Jahr 2012 hielten von den 41.000 Haushalten fast drei Viertel Nutztiere. Die am häufigsten gehaltenen Tiere waren Hühner und Rinder. - Eisenbahn: Nach Singida führt eine in Manyoni abzweigende Stichbahn der Tanganjikabahn, die von Daressalam über Dodoma bis zum Tanganjikasee führt. - Straße: Singida ist über eine asphaltierte Nationalstraße mit Dodoma und Daressalam verbunden. Ebenfalls asphaltiert ist die Nationalstraße nach Norden nach Arusha, teilweise asphaltiert die Nationalstraße nach Westen zum Tanganjikasee. Von den rund 700 Kilometer Landstraßen sind zehn Prozent geschottert, neunzig Prozent sind Erdstraßen. | Die zur Anzeige dieser Grafik verwendete Erweiterung wurde dauerhaft deaktiviert. Wir arbeiten aktuell daran, diese und weitere betroffene Grafiken auf ein neues Format umzustellen. (Mehr dazu) |

## Wirtschaft und Infrastruktur

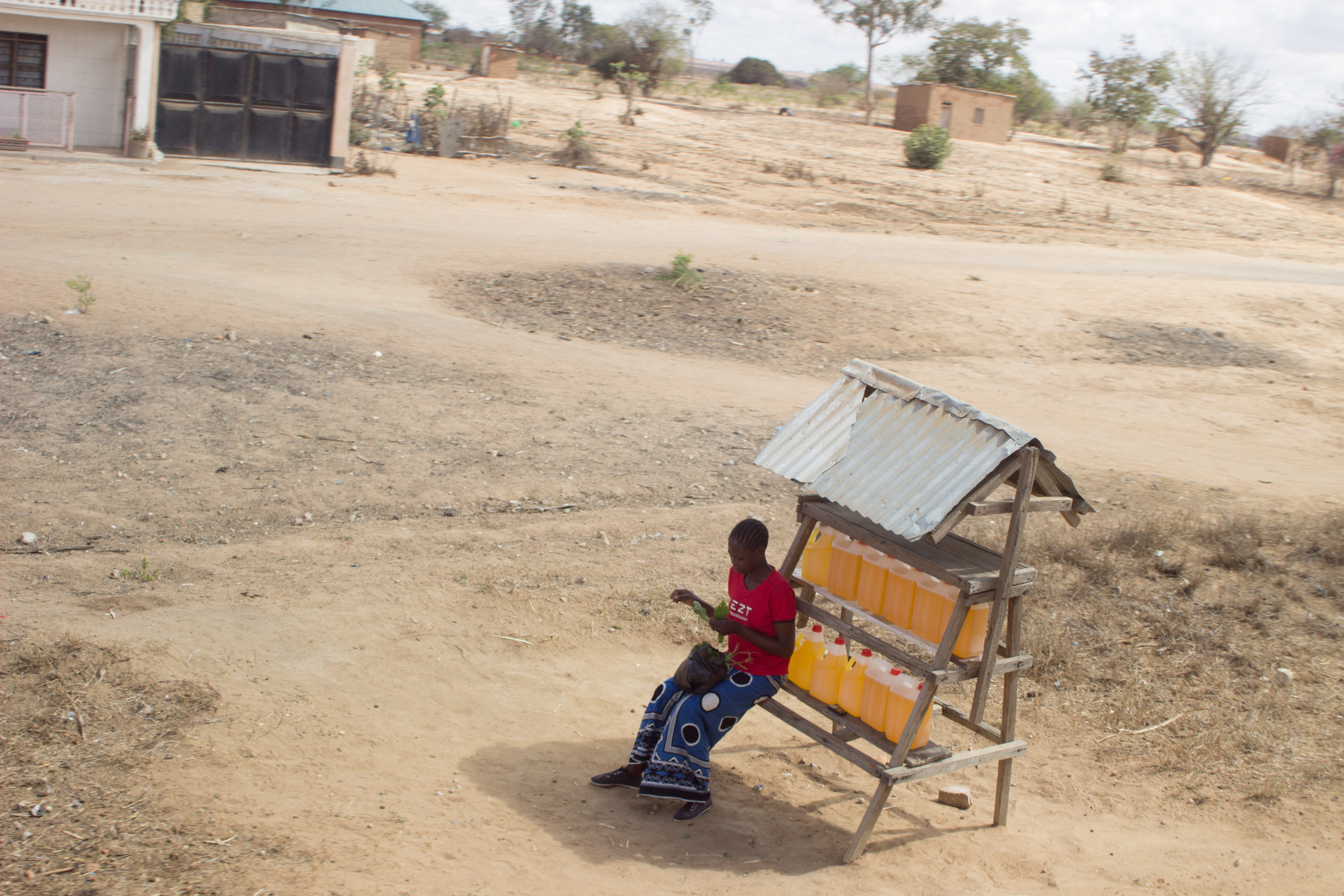
Straßenverkauf von Sonnenblumenöl

## Politik
In Singida werden alle fünf Jahre ein Distriktrat (District council) gewählt. Den Vorsitz im Distriktrat führt Elia Digha (Stand 2022).